# Primeira Liga 2022/2023
Primeira Liga 2022/2023 var den 89:e säsongen av Portugals högsta division i fotboll för herrar – Primeira Liga.
Regerande mästare inför säsongen är Porto.
Nya lag för säsongen är Rio Ave, Casa Pia och Chaves.

## Lag och arenor
18 lag har kvalificerat sig för spel i Primeira Liga 2022/23 efter resultat från Primeira Liga 2021/2022 och Liga 2 2021/2022.
| Lag                  | Ort                    | Stadion                            | Kapacitet |
| -------------------- | ---------------------- | ---------------------------------- | --------- |
| Arouca               | Arouca                 | Estádio Municipal de Arouca        | 5 000     |
| Benfica              | Lissabon               | Estádio da Luz                     | 65 200    |
| Boavista             | Porto                  | Estádio do Bessa                   | 28 263    |
| Braga                | Braga                  | Estádio Municipal de Braga         | 30 286    |
| Casa Pia             | Lissabon               | Estádio Pina Manique               | 5 000     |
| Chaves               | Chaves                 | Estádio Municipal de Chaves        | 8 400     |
| Estoril              | Estoril                | Estádio António Coimbra da Mota    | 8 000     |
| Famalicão            | Vila Nova de Famalicão | Estádio Municipal 22 de Junho      | 5 186     |
| Gil Vicente          | Barcelos               | Estádio Cidade de Barcelos         | 12 504    |
| Marítimo             | Funchal                | Estádio do Marítimo                | 10 932    |
| Paços de Ferreira    | Paços de Ferreira      | Estádio da Mata Real               | 9 077     |
| Portimonense         | Portimão               | Estádio Municipal de Portimão      | 9 544     |
| Porto                | Porto                  | Estádio do Dragão                  | 50 434    |
| Rio Ave              | Vila do Conde          | Estádio dos Arcos                  | 12 815    |
| Santa Clara          | Ponta Delgada          | Estádio de São Miguel              | 13 277    |
| Sporting Lissabon    | Lissabon               | Estádio José Alvalade              | 50 095    |
| Vitória de Guimarães | Guimarães              | Estádio D. Afonso Henriques        | 30 165    |
| Vizela               | Vizela                 | Estádio do Futebol Clube de Vizela | 6 000     |

## Tabeller

### Poängtabell
| Nr | Lag               | S  | V  | O  | F  | GM | IM | MS  | P  |
| -- | ----------------- | -- | -- | -- | -- | -- | -- | --- | -- |
| 1  | Benfica           | 34 | 28 | 3  | 3  | 82 | 20 | +62 | 87 |
| 2  | Porto (RM)        | 34 | 27 | 4  | 3  | 73 | 22 | +51 | 85 |
| 3  | Braga             | 34 | 25 | 3  | 6  | 75 | 30 | +45 | 78 |
| 4  | Sporting Lissabon | 34 | 23 | 5  | 6  | 71 | 32 | +39 | 74 |
| 5  | Arouca            | 34 | 15 | 9  | 10 | 36 | 37 | −1  | 54 |
| 6  | Vitória Guimarães | 34 | 16 | 5  | 13 | 34 | 39 | −5  | 53 |
| 7  | Chaves (U)        | 34 | 12 | 10 | 12 | 35 | 40 | −5  | 46 |
| 8  | Famalicão         | 34 | 13 | 5  | 16 | 39 | 47 | −8  | 44 |
| 9  | Boavista          | 34 | 12 | 8  | 14 | 43 | 54 | −11 | 44 |
| 10 | Casa Pia (U)      | 34 | 11 | 8  | 15 | 31 | 40 | −9  | 41 |
| 11 | Vizela            | 34 | 11 | 7  | 16 | 34 | 38 | −4  | 40 |
| 12 | Rio Ave (U)       | 34 | 10 | 10 | 14 | 36 | 43 | −7  | 40 |
| 13 | Gil Vicente       | 34 | 10 | 7  | 17 | 32 | 41 | −9  | 37 |
| 14 | Estoril           | 34 | 10 | 5  | 19 | 33 | 49 | −16 | 35 |
| 15 | Portimonense      | 34 | 10 | 4  | 20 | 25 | 48 | −23 | 34 |
| 16 | Marítimo          | 34 | 7  | 5  | 22 | 32 | 63 | −31 | 26 |
| 17 | Paços Ferreira    | 34 | 6  | 5  | 23 | 26 | 62 | −36 | 23 |
| 18 | Santa Clara       | 34 | 5  | 7  | 22 | 26 | 58 | −32 | 22 |

## Kvalspel till Primeira Liga 2023/2024
| Lag 1              | Totalt         | Lag 2    | Möte 1 | Möte 2     |
| Estrela da Amadora | 3–3 (3–2 str.) | Marítimo | 2–1    | 1–2 (e.f.) |